# Teatro Morlacchi

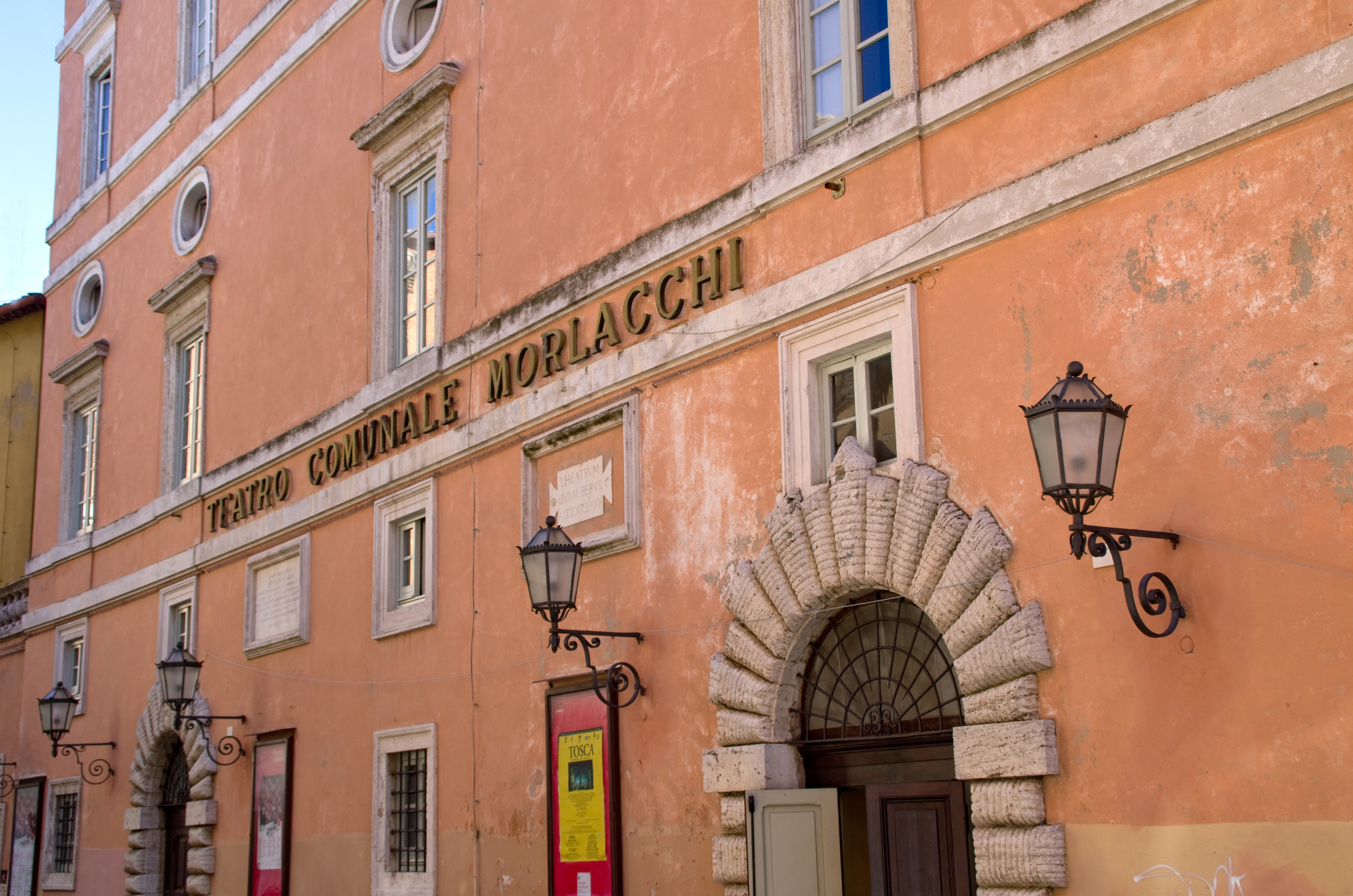
Teatro Morlacchi

Teatro Morlacchi, antigo Teatro del Verzaro, é o maior teatro de Perugia. Recebeu o nome do músico Francesco Morlacchi .

## História
Em 1777, a classe média local decidiu construir um novo teatro em resposta aos nobres que construíram o Teatro del Pavone. Noventa famílias formaram então a "Sociedade para a construção de um novo teatro", que comprou um antigo convento e encomendou o projeto ao arquiteto Alessio Lorenzini.  Lorenzini deu ao hall o formato clássico de uma ferradura e diante do problema de limitação de espaço, tendo que reservar um camarote para cada família de clientes, decidiu montar toda a estrutura em diagonal e reduzir o hall de entrada . 
As obras foram iniciadas em junho de 1778 e encerradas em abril de 1780. A inauguração foi realizada em 15 de agosto de 1781, e o teatro tinha capacidade para 1.200 pessoas na época.  
Em 1874 foi reestruturado e modificado por Guglielmo Calderini, que deu ao teatro sua estrutura atual, simultaneamente foi redecorado por artistas como Francesco Moretti e Mariano Piervittori, que trabalharam na cortina do teto. Na nova inauguração do teatro, ele recebeu o nome do músico nascido em Perugia, Francesco Morlacchi. 
As atividades do teatro continuaram até o início do século XX, mas declinaram durante os anos do fascismo, até ser requisitado pelos alemães durante a ocupação da cidade e destinado a shows para seus soldados. Depois da guerra, o teatro foi seriamente danificado e a cidade entre 1951 e 1953 financiou as obras de restauro, que incluíram a reconstrução do telhado e a modificação do palco, poço da orquestra e pisos de mármore. 
Atualmente o teatro tem 785 lugares. O palco tem 20
 metros (66 pés) largura e 10,5
 metros (34 pés) profundidade. O proscênio também tem 10,5
 metros (34 pés) largura.